# Fadschr Libiya
Fadschr Libiya (arabisch فجر ليبيا, DMG Faǧr Lībiyā ‚Morgendämmerung Libyens‘; auch Fajr Libya) war ein islamistisch dominiertes Bündnis verschiedenster Milizen in Libyen, das seinen Schwerpunkt in der Küstenstadt Misrata hatte. Im Zweiten libyschen Bürgerkrieg war sie bis Dezember 2015 eine der Hauptgruppierungen.
Oftmals wurde die Gegenregierung in Tripolis unter ihren Namen „Morgendämmerung“ zusammengefasst. Im Dezember 2015 löste sich das Bündnis auf. Der Großteil ihrer Streitkräfte schloss sich Fayiz as-Sarradsch an, ein kleinerer Teil der 3. Regierung um Chalifa al-Ghweil. 

Krieg in Libyen

## Hintergrund
„Morgenröte“ vereinigt als sehr heterogenes Bündnis teilweise völlig gegensätzliche Gruppierungen wie Islamisten der Muslimbruderschaft aus der Partei für Gerechtigkeit und Aufbau, Berber, Ibaditen, Milizen und europäisch orientierte Kaufleute aus der Handelsmetropole Misrata, säkulare Aktivisten aus der Demokratischen Partei Libyens, aber auch radikale Dschihadisten mit Verbindungen zu al-Qaida. Sie gruppiert sich um den Neuen Allgemeinen Nationalkongress und erkennt Nuri Busahmein als Staatsoberhaupt an. 
Der Allgemeine Nationalkongress wurde von Fadschr Libiya nach der Eroberung von Tripolis wieder als „Neuer Nationaler Kongress“ eingesetzt. 
Sie soll mit der Miliz Ansar al-Scharia verbündet gewesen sein, die ihren Schwerpunkt in Bengasi hat. Allerdings gibt es Anzeichen, dass beide Gruppierungen miteinander gebrochen haben und Ansar al-Scharia sich mit den Ablegern der Terrororganisation „Islamischer Staat“ vereinigt hat. Dafür spricht, dass Morgenröte am 17. März 2015 bekannt gab, den Anführer von Ansar al-Scharia (Tunesien) Al-Tunisi bei den Kämpfen um Sirte getötet zu haben.
Gemeinsam kämpften Teile Fadschr Libiya nach dem Sturz des Diktators Muammar al-Gaddafi im Oktober 2011 für die Errichtung eines islamischen Staats in Libyen. Im Dezember 2013 hatte das Parlament bereits die Scharia zur Basis des libyschen Rechts erklärt.

## Entwicklung seit 2014
Im neuen Bürgerkrieg gelang es dem Bündnis von Ende Juli 2014 bis Ende August 2014 den Tripoli International Airport, der etwa 20 km von Tripolis entfernt ist, zu erobern. Anfang September 2014 hatte Fadschr Libiya Libyens Hauptstadt Tripolis weitgehend unter Kontrolle. Besetzt wurden unter anderem die Gebäude der verlassenen US-amerikanischen Botschaft. 
Nach der Eroberung von Tripolis soll sie schwere Menschenrechtsverletzungen an politischen Gegnern begangen haben. In Tripolis setzte sie eine Parallelregierung unter Führung des islamistischen Politikers Omar al-Hassi ein. Der zunächst zurückgetretene Ministerpräsident Abdullah al-Thani, seine Regierung und das Parlament flohen in die ostlibysche Stadt Tobruk. Seit Mitte Dezember 2014 kämpft Fadschr Libiya um die Kontrolle des Ölterminals in as-Sidr. Dort gingen zunächst drei, später fünf Tanks in Flammen auf. Bei Kämpfen um das Ölterminal in Ras Lanuf Ende Dezember 2014 gerieten 6 von 19 Tanks in Brand. Ende Dezember 2014 griffen die Milizen Regierungstruppen bei Sirte an, die dort ein Elektrizitätswerk bewachten. Das libysche Militär bombardierte zugleich Misrata.
Seit Februar 2015 wurde sie in schwere Kämpfe mit den Ablegern der Terrororganisation „Islamischer Staat“ verwickelt, die Fadschr Libiya aus Sirte vertreiben und die Stadt erobern konnten. Auch aus an-Nufalija konnten die regionalen IS-Ableger „Morgenröte“ vertreiben. 
Seit März 2015 gibt es schwere Kämpfe zwischen Morgenröte und dem IS und seinen Verbündeten um die Hafenstadt Sirte. Mitte März soll Morgenröte über rund 40 000 Kämpfer verfügen.
Das Milizenbündnis erhält nach mehreren Berichten Unterstützung aus der Türkei, Katar und Waffen aus dem Sudan (von der Military Industry Corporation). Im Februar 2015 trafen sich Vertreter der „Morgenröte“ mit dem Ukrainischen Außenminister Pawlo Klimkin in Kiew.
Beobachter gehen davon aus, dass „Morgenröte“ mit ukrainischer Hilfe Mig-23 Kampfflugzeuge aus Gaddafi Zeiten wieder einsatzfähig machen möchte, 
Bemühungen, die offenbar zum Erfolg führten. 
Denn die Allianz scheint eigene Luftstreitkräfte aufgebaut zu haben, die im Februar 2015 die Stadt az-Zintan bombardierten.
Seitdem wurden verschiedene Luftangriffe auf Stellungen der Regierung geflogen, so etwa in as-Sidr oder Ras Lanuf.